# گوندلسهایم (بایرن)
گوندلسهایم (به آلمانی: Gundelsheim) یک شهر در آلمان است که در بامبرگ واقع شده‌است.